# Ноцети-Клепацкая, Зофия
Зофия Тереса Ноцети-Клепацкая (пол. Zofia Teresa Noceti-Klepacka, родилась 26 апреля 1986 в Варшаве) — польская яхтсменка, выступающая в классе парусных досок RS:X, бронзовый призёр Лондонской Олимпиады, чемпионка мира 2007 года, серебряный призёр чемпионатов мира 2011 и 2012 годов.

## Спортивная карьера
Выступает в польском первенстве в составе яхтсклуба Варшавы под руководством Витольда Нерлинга, в составе сборной тренируется у Павла Ковальского. Четырежды побеждала на молодёжных и юношеских чемпионатах мира (2001—2004). На Олимпийских играх дебютировала в 2004 году, заняв 12-е место в классе Мистраль.
В 2007 году Зофии покорился чемпионат мира в португальском Кашкайше. В 2008 году она уже выступала в классе RS:X и заняла 7-е место. В 2011 и 2012 годах она становилась серебряным призёром на чемпионатах мира в австралийском Перте и испанском Кадисе, а в 2012 году на Олимпиаде в Лондоне завоевала бронзовую медаль в классе RS:X.

## Личная жизнь
В 2007 году вышла замуж за аргентинского яхтсмена Луцио Ноцети, который выступал в классе Лазер. 4 декабря 2009 года у неё родился сын Мариано.
В 2006 году вместе с хип-хоп исполнителем Pono Зофия основала специальный фонд «Hey Przygodo», который оказывал материальную помощь одарённым детям. Вела католическую передачу «Рай» на польском телеканале TVP. Входила в состав коллектива DIIL Gang.